# کاکسز اورنج پایپین

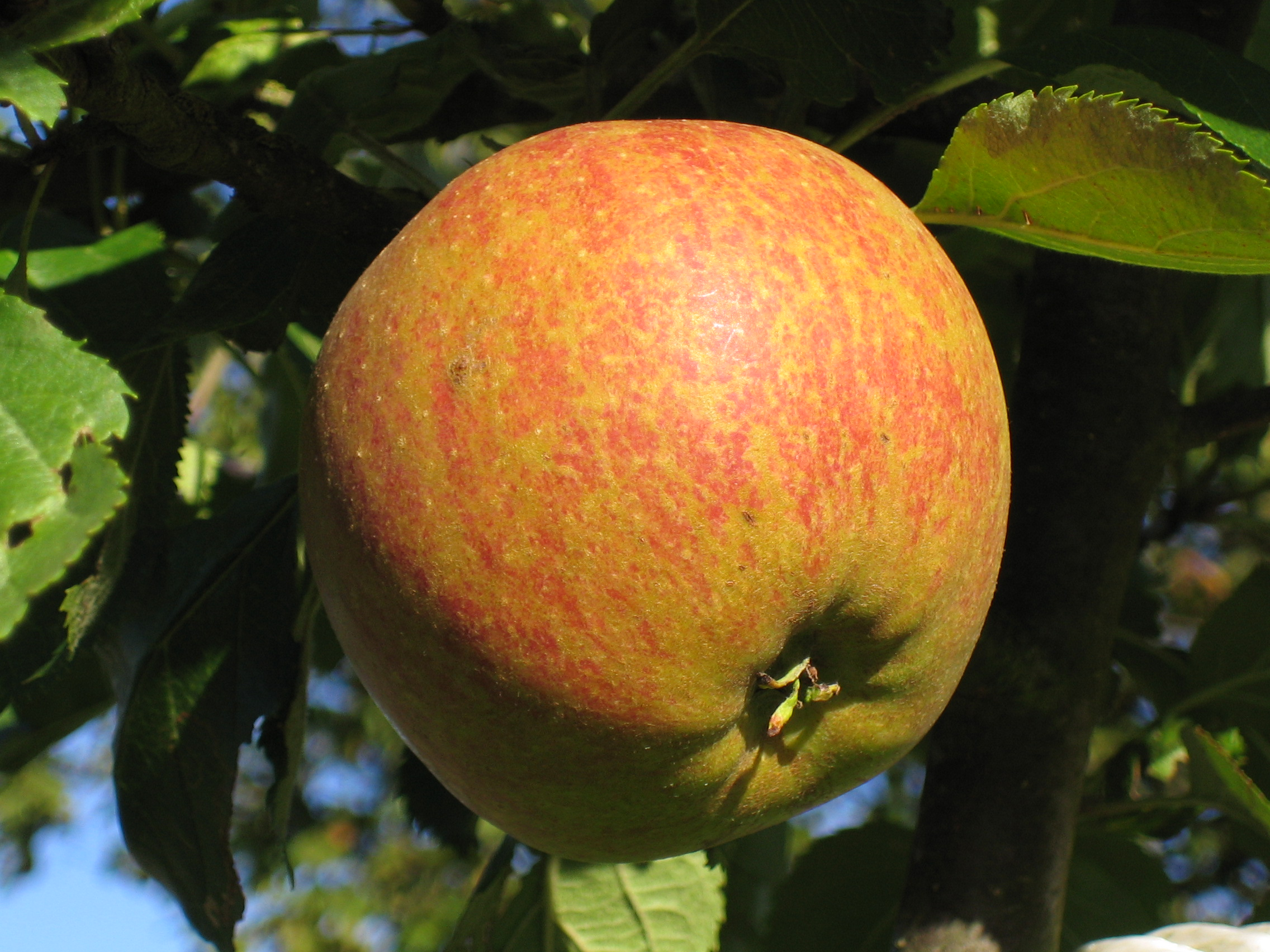

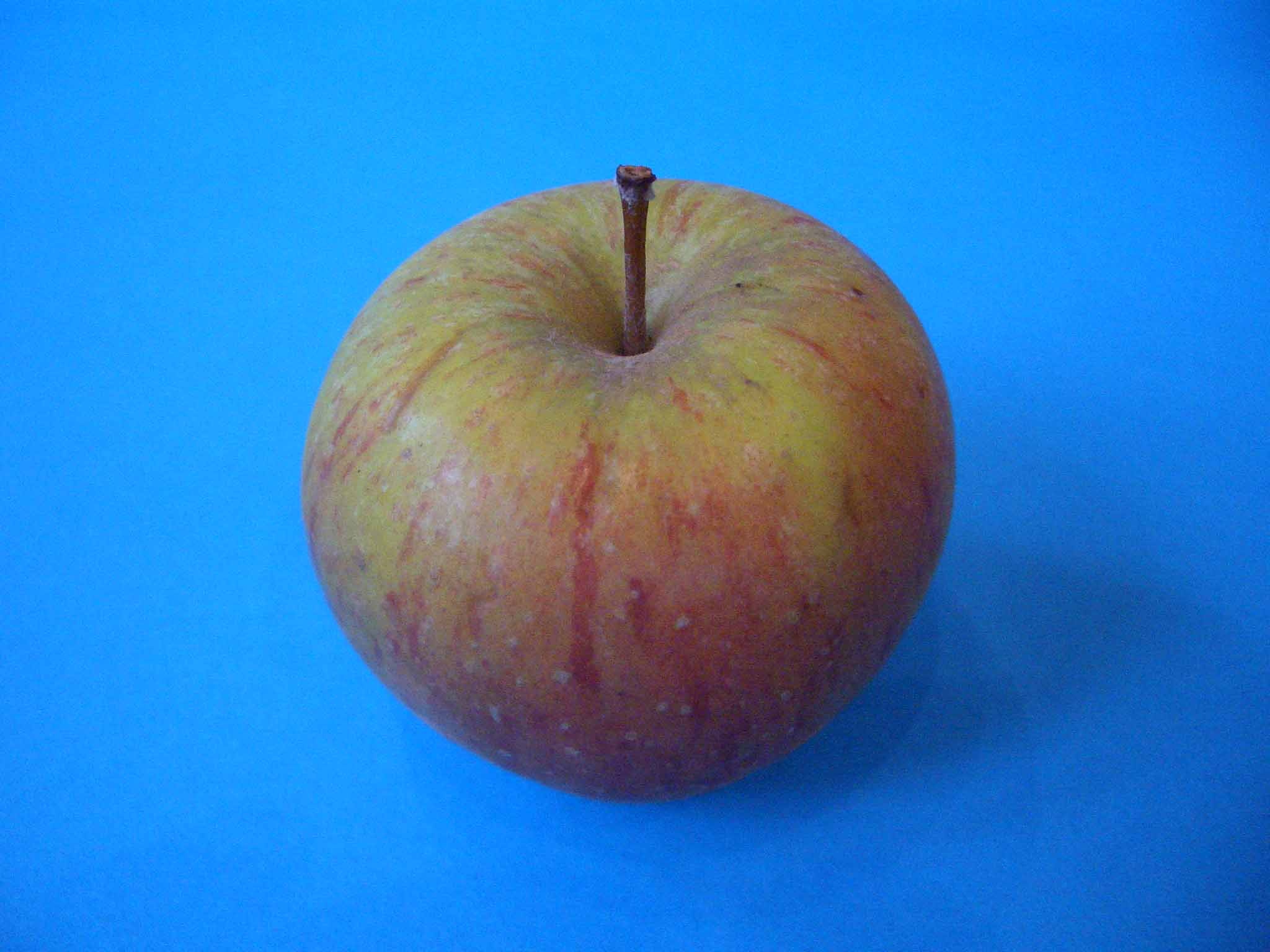
کاکسز اورنج پایپین

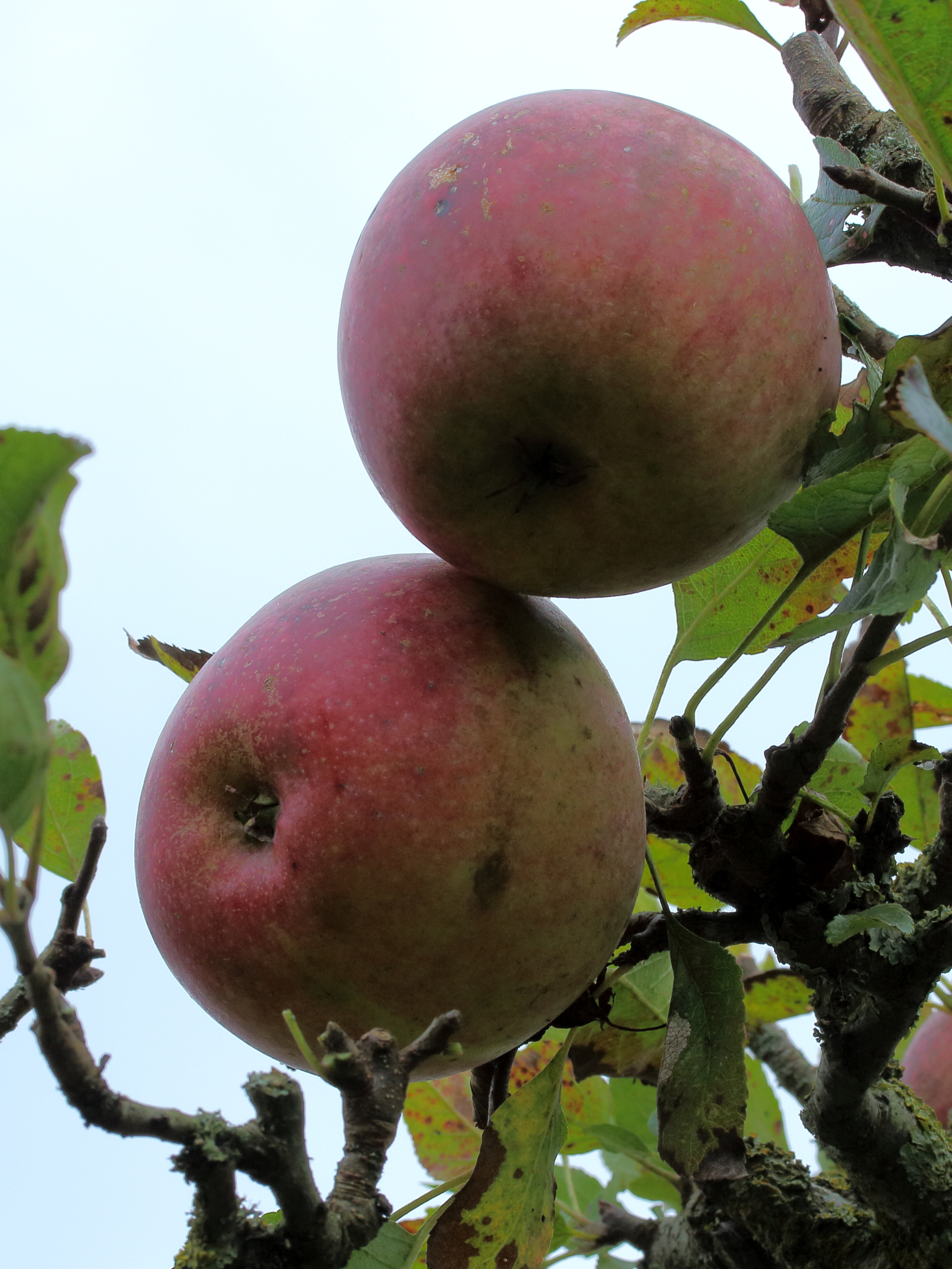

کاکسز اورنج پایپین (به انگلیسی: Cox's Orange Pippin) یک رقم سیب است که اولین بار در سال ۱۸۳۰ در کولن بروک در باکینگهام‌شر، انگلستان توسط یک بازنشسته به نام ریچارد کاکس که متخصص باغبانی و تولید کنندهٔ شراب بود پرورش یافت.